# Бабаджанова къща
Бабаджановата къща e известна архитектурна постройка в центъра на София на улица „Генерал Йосиф В. Гурко“ № 36. Обявена е за паметник на културата на 21 май 1976 година.

## История
Къщата е построена от политика от Демократическата партия и деец на македонската българска емиграция Славчо Бабаджанов в 1915 година. В нея е настанена Българската национална филмотека.